# Übermut im Salzkammergut
Übermut im Salzkammergut (tdl. ‘Alegrías/Travesuras en Salzkammergut’) es una película musical alemana de 1963 dirigida por Hans Billian.

## Argumento
Por temor a sus padres campesinos conservadores, el joven Rolf oculta su relación con la guapa modelo de la ciudad Helga. Sin embargo, sin que Rolf lo sepa, ella solicita trabajo como criada en la granja de sus padres de incógnito; las complicaciones son inevitables.

## Reparto
- Claus Biederstaedt: Rolf Simser.
- Helga Sommerfeld: Birgit Landauer.
- Margitta Scherr: Christine Ruppich.
- Hannelore Auer: Doris Süß.
- Walter Gross: gendarme Eckzahn.
- Elma Karlowa: Anka Grabovac.
- Kurt Großkurth: Ruppich, propietario de una gasolinera.
- Franz Muxeneder: Xavier, sirviente.
- Alfred Pongratz: Alcalde.
- Christl Höck: Kathi.
- Carl Ehrhardt-Hardt: Simser.
- Thomas Alder: Dr. Fred Rother.

## Recepción
En 1963, el Film-dienst determinó que los problemas que surgían en la película eran «indescriptiblemente absurdos y se resolvían de forma inepta, dedicándose la mayor parte del tiempo a brindar oportunidades de actuación a cantantes pop y a la danza moderna. […] Todo esto está tan bien organizado y tan químicamente depurado de todos los detalles que los censores podrían tropezar con que la película es accesible para niños de seis años. Sin embargo, su trama es sorprendentemente pobre […] ¿Acaso la imbecilidad no perjudica la educación de la competencia mental y social?».
El Lexikon des internationalen Films reproducido por Film-dienst en 1990 titula a Übermut im Salzkammergut «una película alemana sin sentido», en la que, entre otras cosas, la juventud del pueblo intenta «conquistar a la calcificada generación de sus padres con el jazz y el twist». En una nueva edición de la enciclopedia de 2001, Übermut im Salzkammergut fue descrita como una «película de payasadas tonta, torpe y laboriosamente improvisada como marco para la presentación de éxitos cinematográficos actuales […]».
Cinema declaró: «La historia gira con rigidez en torno a canciones de Gus Backus o la esposa de Heino, Hannelore Auer. Pero cuando 'Klein Martina' canta la canción 'Mi papá está cada vez más gordo, más gordo, más gordo', hay un breve destello de humor anarcosacral al estilo de ‘Monty Python’. Conclusión: ¡Qué asco! ¡Vean otra cosa!».